# 青春フォーゲット!
『青春フォーゲット！』（せいしゅんフォーゲット）は、岬下部せすなによる日本の漫画作品。『WEBコミックハイ!』（現WEBコミックアクション、双葉社）にて2011年2月10日より連載された。単行本はアクションコミックスより全4巻。

## あらすじ
何事に対しても「キッチリ誠意」がモットーの熱い男・奈月太陽。高校入学の朝、彼はひと目惚れした少女にイキナリ告白→しかも返事はOK!? その美少女・日向こかげが出した条件は「毎日楽しい思いをさせる」というもので、彼女には太陽をドン底に突き落とす秘密があって…!? 『Ｓ線上のテナ』の作者が描くハイテンションなブレ球ストレート青春ラブコメ

## 登場人物
奈月 太陽
主人公。
日向 こかげ
ヒロイン。
霧島 海詞
美少女。

## 書誌情報
- 岬下部せすな『青春フォーゲット!』双葉社〈アクションコミックス〉、全4巻
  1. 2011年9月12日発売[2]、ISBN 978-4-575-83962-3
  2. 2012年1月12日発売[3]、ISBN 978-4-575-84019-3
  3. 2012年6月12日発売[4]、ISBN 978-4-575-84082-7
  4. 2012年11月12日発売[5]、ISBN 978-4-575-84157-2